# HMS Koster (M73)
HMS Koster (M73) är ett svenskt minröjningsfartyg av Koster-klass. Ursprungligen var HMS Koster en av de sju fartygen i Landsort-klassen, men i samband med en så kallad halvtidsmodernisering av Kockums i Karlskrona fick HMS Koster ge namn åt en ny klass om fem minröjningsfartyg.
HMS Koster byggdes vid Karlskronavarvet och sjösattes 1986. Den 1 september 2017 överlämnade FMV HMS Koster till Försvarsmakten, det efter att fartyget genomgått en modifieringsperiod om cirka nio månader för att fartyget ska hålla hela den planerade livslängden.